# Première circonscription des Bouches-du-Rhône
La première circonscription des Bouches-du-Rhône est l'une des 16 circonscriptions législatives que compte le département français des Bouches-du-Rhône (13), situé en région Provence-Alpes-Côte d'Azur.
Créée en 1958, la circonscription regroupe alors le 1er arrondissement de Marseille et une partie du 6e arrondissement. En 1986, elle est redécoupée et se retrouve à cheval sur les 4e, 1er (en partie) et 12e arrondissements (en partie) de Marseille. Lors du redécoupage de 2010, elle conserve une partie du 12e arrondissement et s'agrandit du 11e arrondissement et de la majeure partie du 10e arrondissement de Marseille.
Elle est aujourd'hui représentée à l'Assemblée nationale lors de la XVIIe législature de la Cinquième République par Monique Griseti, députée RN.

## Description géographique et démographique

### 1958-1986
Entre 1958 et 1986, la première circonscription des Bouches-du-Rhône était située sur les territoires suivant :
- le 1er arrondissement de Marseille ;
- les bureaux 100 à 120 du 6e arrondissement de Marseille.

### 1986-2012

La première circonscription entre 1986 et 2012.

Entre 1986 et 2012, la huitième circonscription des Bouches-du-Rhône était située dans les quartiers Nord et Est de la ville de Marseille et couvrait plus précisément :
- le 4e arrondissement ;
- une partie du 1er arrondissement située à l'est d'une ligne définie par l'axe des voies ci-après : boulevard Maurice-Bourdet (à partir de la limite du 3e arrondissement), place des Marseillaises, boulevard d'Athènes, allées Léon-Gambetta, boulevard de la Libération-Général-de-Monsabert (jusqu'à la limite du 4e arrondissement) ;
- une partie du 12e arrondissement située à l'ouest d'une ligne définie par l'axe des voies ci-après : chemin de la Parette à partir de la limite du 11e arrondissement, impasse Gaston-de-Flotte et son prolongement piétonnier (ancienne traverse Gaston-de-Flotte) jusqu'à l'avenue Van-Gogh, avenue de la Fourragère, avenue des Caillols, avenue de la Figonne, traverse de Courtrai, traverse du Fort-Fouque, avenue du 24-avril-1915, rue Pierre-Béranger, traverse des Massaliottes, chemin des Sables, rue de Charleroi, boulevard des Fauvettes, boulevard Pinatel, chemin des Amaryllis, rue Charles-Kaddouz jusqu'à la limite du 13e arrondissement.

### Depuis 2012
Lors du redécoupage des circonscriptions législatives françaises de 2010, la géographie de la circonscription a complètement changé puisqu'elle s'étend dans l'Est de la ville de Marseille et regroupe les arrondissements suivant :
- le 11e arrondissement ;
- la majeure partie du 10e arrondissement située au nord d'une ligne définie par l'axe des voies ci-après, à partir de la limite du 5earrondissement : boulevard Jean-Moulin, avenue de la Timone, voie de chemin de fer, autoroute Est A50, rue d'André-Bardon, avenue Florian, lit de l'Huveaune vers l'amont, traverse de la Roue, place Guy-Duran, rue Pierre-Doize, chemin des Prud'hommes, boulevard du Général-Mangin, résidence Lycée Est incluse, chemin de la Valbarelle à Saint-Marcel jusqu'en limite du 11e arrondissement ;
- une partie du 12e arrondissement située au sud d'une ligne définie par l'axe des voies ci-après, à partir de la limite du 4e arrondissement : avenue de Montolivet, boulevard Gillet, boulevard Louis-Mazaudier, avenue des Félibres, rue de l'Aiguillette, rue Charles-Kaddouz jusqu'en limite du 13e arrondissement.

## Description historique et politique
L'ordonnance du 13 octobre 1958 relative à l'élection des députés à l'Assemblée nationale crée la première circonscription des Bouches-du-Rhône lors du découpage du département en onze circonscriptions électorales.
Les élections législatives de 1986 se déroulent au scrutin proportionnel à un seul tour par listes départementales. Le nombre de sièges des Bouches-du-Rhône est alors porté de onze à seize. Toutefois, dès 1986, le retour au scrutin uninominal majoritaire à deux tours est adopté. Le nombre de sièges des Bouches-du-Rhône est alors maintenu à seize,, selon un nouveau découpage électoral qui prévoit huit circonscriptions pour Marseille et huit pour le reste du département. La première circonscription voit alors son territoire modifié en se décalant légèrement vers l'est de la ville.
Enfin, le dernier découpage a été effectué en 2010 et est entré en vigueur en 2012. Par rapport au découpage précédent, le nombre de circonscriptions n'a pas été modifié mais seulement sept circonscriptions sont désormais situées à Marseille et neuf dans le reste du département. C'est pour cette raison que la première circonscription s'agrandit en se décalant vers l'est, récupérant une grande partie de l'ancienne 8e circonscription.

## Liste des députés sous laVeRépublique
| Législature | Début de mandat | Fin de mandat  | Député                                        | Parti politique | Observations |
| ----------- | --------------- | -------------- | --------------------------------------------- | --------------- | --- |
| Ire         | 9 décembre 1958 | 9 octobre 1962 | Henry Bergasse                                | IPAS            | Conseiller général du Canton de Marseille-Notre-Dame-du-Mont Mandat écourté à la suite d'une dissolution parlementaire décidée par Charles de Gaulle.          |
| IIe         | 6 décembre 1962 | 2 avril 1967   | Pierre Marquand-Gairard                       | UNR-UDT         | |
| IIIe        | 3 avril 1967    | 30 mai 1968    | Bastien Leccia                                | FDGS            | Mandat écourté à la suite d'une dissolution parlementaire décidée par Charles de Gaulle.                                                                       |
| IVe         | 11 juillet 1968 | 1er avril 1973 | Joseph Comiti                                 | UDR             | Secrétaire d'État auprès du Premier Ministre, chargé de la jeunesse et des sports                                                                              |
| Ve          | 2 avril 1973    | 2 avril 1978   | Joseph Comiti                                 | Apparenté UDR   | Secrétaire d'État auprès du Premier Ministre, chargé de la jeunesse et des sports                                                                              |
| VIe         | 3 avril 1978    | 22 mai 1981    | Joseph Comiti                                 | RPR             | Mandat écourté à la suite d'une dissolution parlementaire décidée par François Mitterrand.                                                                     |
| VIIe        | 2 juillet 1981  | 1er avril 1986 | Hyacinthe Santoni                             | RPR             | Conseiller général du Canton de Marseille-Notre-Dame-du-Mont                                                                                                   |
| VIIIe       | 2 avril 1986    | 14 mai 1988    | Aucun                                         | Aucun           | Proportionnelle par département, pas de député par circonscription. Mandat écourté à la suite d'une dissolution parlementaire décidée par François Mitterrand. |
| IXe         | 23 juin 1988    | 1er avril 1993 | Roland Blum                                   | UDF-PR          | Conseiller général du Canton de Marseille-Les Cinq-Avenues |
| Xe          | 2 avril 1993    | 21 avril 1997  | Roland Blum                                   | UDF-PR          | Conseiller général du Canton de Marseille-Les Cinq-Avenues Mandat écourté à la suite d'une dissolution parlementaire décidée par Jacques Chirac.               |
| XIe         | 12 juin 1997    | 18 juin 2002   | Roland Blum                                   | UDF-DL          | Conseiller général du Canton de Marseille-Les Cinq-Avenues |
| XIIe        | 19 juin 2002    | 19 juin 2007   | Roland Blum                                   | UMP             | Maire du VIe secteur de Marseille |
| XIIIe       | 20 juin 2007    | 19 juin 2012   | Roland Blum                                   | UMP             | Maire du VIe secteur de Marseille |
| XIVe        | 20 juin 2012    | 20 juin 2017   | Valérie Boyer                                 | UMP             | Adjointe au Maire de Marseille |
| XVe         | 21 juin 2017    | 21 juin 2022   | Valérie Boyer puis Julien Ravier              | LR              | Maire du VIe secteur de Marseille |
| XVIe        | 22 juin 2022    | 9 juin 2024    | Sabrina Agresti-Roubache puis Didier Parakian | LREM-Ensemble   | Conseillère régionale de Provence-Alpes-Côte d'Azur Mandat écourté à la suite d'une dissolution parlementaire décidée par Emmanuel Macron.                     |

## Historique des élections

### Avant le redécoupage de 1986

#### Élections législatives de 1958
| Candidat       | Candidat           | Parti          | Premier tour | Premier tour | Second tour | Second tour |  |
| Candidat       | Candidat           | Parti          | Voix         | %            | Voix        | %           |  |
| -------------- | ------------------ | -------------- | ------------ | ------------ | ----------- | ----------- |  |
|                | Henry Bergasse élu | CNIP           | 14 315       | 39,12        | 22 195      | 62,64       |  |
|                | Jean Baillon       | UNR            | 9 379        | 25,63        | Retrait     | Retrait     |  |
|                | Auguste Novel      | SFIO           | 6 748        | 18,44        | 7 928       | 22,38       |  |
|                | Marcelle Bouvet    | PCF            | 5 123        | 14           | 5 309       | 14,98       |  |
|                | Roger Magne        | UFF            | 1 024        | 2,8          |             |             |  |
|                |                    |                |              |              |             |             |  |
| Inscrits       | Inscrits           | Inscrits       | 53 991       | 100,00       | 54 490      | 100,00      |  |
| Abstentions    | Abstentions        | Abstentions    | 16 549       | 30,65        | 18 219      | 33,44       |  |
| Votants        | Votants            | Votants        | 37 442       | 69,35        | 36 271      | 66,56       |  |
| Blancs et nuls | Blancs et nuls     | Blancs et nuls | 853          | 2,28         | 839         | 2,31        |  |
| Exprimés       | Exprimés           | Exprimés       | 36 589       | 97,72        | 35 432      | 97,69       |  |

Le suppléant de Henry Bergasse était Théophile, dit Théo Lombard, avocat et professeur de droit à Marseille.

#### Élections législatives de 1962
| Candidat       | Candidat                    | Parti          | Premier tour | Premier tour | Second tour | Second tour |  |
| Candidat       | Candidat                    | Parti          | Voix         | %            | Voix        | %           |  |
| -------------- | --------------------------- | -------------- | ------------ | ------------ | ----------- | ----------- |  |
|                | Théo Lombard                | CNIP           | 9 519        | 33,1         | 10 813      | 34,42       |  |
|                | Pierre Marquand-Gairard élu | UNR-UDT        | 9 292        | 32,31        | 11 824      | 37,63       |  |
|                | Marcelle Bouvet             | PCF            | 5 033        | 17,5         | 920         | 2,93        |  |
|                | Edmond Briole               | SFIO           | 4 917        | 17,1         | 7 861       | 25,02       |  |
|                |                             |                |              |              |             |             |  |
| Inscrits       | Inscrits                    | Inscrits       | 52 305       | 100,00       | 52 704      | 100,00      |  |
| Abstentions    | Abstentions                 | Abstentions    | 22 797       | 43,58        | 20 470      | 38,84       |  |
| Votants        | Votants                     | Votants        | 29 508       | 56,42        | 32 234      | 61,16       |  |
| Blancs et nuls | Blancs et nuls              | Blancs et nuls | 747          | 2,53         | 816         | 2,53        |  |
| Exprimés       | Exprimés                    | Exprimés       | 28 761       | 97,47        | 31 418      | 97,47       |  |

Maurice Régnier, représentant, était suppléant de Pierre Marquand-Gairard.

#### Élections législatives de 1967
| Candidat       | Candidat                        | Parti                     | Premier tour | Premier tour | Second tour | Second tour |  |
| Candidat       | Candidat                        | Parti                     | Voix         | %            | Voix        | %           |  |
| -------------- | ------------------------------- | ------------------------- | ------------ | ------------ | ----------- | ----------- |  |
|                | Pierre Marquand-Gairard sortant | UD-Ve                     | 9 864        | 30,52        | 15 987      | 49,44       |  |
|                | Mireille Dumont                 | PCF                       | 5 767        | 17,84        | Retrait     | Retrait     |  |
|                | Bastien Leccia élu              | FGDS (CIR)                | 5 511        | 17,05        | 16 350      | 50,56       |  |
|                | Théo Lombard                    | CD (PDM)                  | 5 082        | 15,72        | Retrait     | Retrait     |  |
|                | Jean-Louis Vidal                | ARLP                      | 2 438        | 7,54         |             |             |  |
|                | Marcel Leclerc                  | Modérés                   | 1 960        | 6,06         |             |             |  |
|                | Jean-Baptiste Santini           | Divers droite (Gaulliste) | 1 112        | 3,44         |             |             |  |
|                | Edmond Briole                   | Extrême gauche            | 588          | 1,82         |             |             |  |
|                |                                 |                           |              |              |             |             |  |
| Inscrits       | Inscrits                        | Inscrits                  | 49 908       | 100,00       | 49 908      | 100,00      |  |
| Abstentions    | Abstentions                     | Abstentions               | 16 881       | 33,82        | 16 170      | 32,4        |  |
| Votants        | Votants                         | Votants                   | 33 027       | 66,18        | 33 738      | 67,6        |  |
| Blancs et nuls | Blancs et nuls                  | Blancs et nuls            | 705          | 2,13         | 1 401       | 4,15        |  |
| Exprimés       | Exprimés                        | Exprimés                  | 32 322       | 97,87        | 32 337      | 95,85       |  |

Le suppléant de Bastien Leccia était Michel Pezet, avocat.

#### Élections législatives de 1968
| Candidat       | Candidat               | Parti          | Premier tour | Premier tour | Second tour | Second tour |  |
| Candidat       | Candidat               | Parti          | Voix         | %            | Voix        | %           |  |
| -------------- | ---------------------- | -------------- | ------------ | ------------ | ----------- | ----------- |  |
|                | Joseph Comiti élu      | UDR (URP)      | 15 295       | 47,63        | 19 469      | 61,38       |  |
|                | Bastien Leccia sortant | FGDS (CIR)     | 5 416        | 16,87        | 12 248      | 38,62       |  |
|                | Michel Liberman        | PCF            | 4 428        | 13,79        |             |             |  |
|                | Jean Roussel           | ARLP           | 3 046        | 9,49         |             |             |  |
|                | Jean Goudareau         | CD (PDM)       | 2 580        | 8,03         |             |             |  |
|                | Jean-François Coupier  | PSU            | 750          | 2,34         |             |             |  |
|                | Marcel Miane           | Rad            | 344          | 1,07         |             |             |  |
|                | Alain Verdet           | REL            | 253          | 0,79         |             |             |  |
|                |                        |                |              |              |             |             |  |
| Inscrits       | Inscrits               | Inscrits       | 48 417       | 100,00       | 48 412      | 100,00      |  |
| Abstentions    | Abstentions            | Abstentions    | 15 941       | 32,92        | 15 673      | 32,37       |  |
| Votants        | Votants                | Votants        | 32 476       | 67,08        | 32 739      | 67,63       |  |
| Blancs et nuls | Blancs et nuls         | Blancs et nuls | 364          | 1,12         | 1 022       | 3,12        |  |
| Exprimés       | Exprimés               | Exprimés       | 32 112       | 98,88        | 31 717      | 96,88       |  |

Le suppléant de Joseph Comiti était Henri Arnaud, agent maritime, ancien président du Secours Catholique.
Henri Arnaud remplaça Joseph Comiti, nommé membre du gouvernement, du 13 août 1968 au 1er avril 1973.

#### Élections législatives de 1973
| Candidat       | Candidat                    | Parti          | Premier tour | Premier tour | Second tour | Second tour |  |
| Candidat       | Candidat                    | Parti          | Voix         | %            | Voix        | %           |  |
| -------------- | --------------------------- | -------------- | ------------ | ------------ | ----------- | ----------- |  |
|                | Joseph Comiti sortant réélu | UDR (URP)      | 11 532       | 37,98        | 17 743      | 55,68       |  |
|                | Bastien Leccia              | PS (UGSD)      | 7 563        | 24,91        | 14 121      | 44,32       |  |
|                | Robert Allione              | PCF            | 4 931        | 16,24        | Retrait     | Retrait     |  |
|                | Jacques Zattara             | CD (MR)        | 3 641        | 11,99        |             |             |  |
|                | Jacques Rastoin             | CNIP           | 1 922        | 6,33         |             |             |  |
|                | Jacqueline Reboux           | FN             | 773          | 2,55         |             |             |  |
|                |                             |                |              |              |             |             |  |
| Inscrits       | Inscrits                    | Inscrits       | 46 576       | 100,00       | 46 582      | 100,00      |  |
| Abstentions    | Abstentions                 | Abstentions    | 15 646       | 33,59        | 13 876      | 29,79       |  |
| Votants        | Votants                     | Votants        | 30 930       | 66,41        | 32 706      | 70,21       |  |
| Blancs et nuls | Blancs et nuls              | Blancs et nuls | 568          | 1,84         | 842         | 2,57        |  |
| Exprimés       | Exprimés                    | Exprimés       | 30 362       | 98,16        | 31 864      | 97,43       |  |

Le suppléant de Joseph Comiti était Marcel Pujol. Il remplaça Joseph Comiti, nommé membre du gouvernement, du 6 mai 1973 au 2 avril 1978.

#### Élections législatives de 1978
|                                                       | Joseph Comiti sortant réélu | RPR                  | 7 899  | 26,84  | 18 187  | 58,03   |  |  |  |  |  |  |  |
|                                                       | Jean Roussel                | UDF (PR)             | 7 446  | 25,30  | Retrait | Retrait |  |  |  |  |  |  |  |
|                                                       | Bastien Leccia              | PS                   | 6 549  | 22,25  | 13 152  | 41,97   |  |  |  |  |  |  |  |
|                                                       | Robert Allione              | PCF                  | 4 837  | 16,43  |         |         |  |  |  |  |  |  |  |
|                                                       | Paul Blanc                  | Écologie 78          | 1 251  | 4,25   |         |         |  |  |  |  |  |  |  |
|                                                       | Jean-Pierre Berberian       | Extrême droite (PFN) | 481    | 1,63   |         |         |  |  |  |  |  |  |  |
|                                                       | Lucien Andreani             | MDD                  | 269    | 0,91   |         |         |  |  |  |  |  |  |  |
|                                                       | Patrice Crunil              | LO                   | 247    | 0,84   |         |         |  |  |  |  |  |  |  |
|                                                       | Colette Portmann            | Extrême gauche (OCT) | 220    | 0,74   |         |         |  |  |  |  |  |  |  |
|                                                       | Guy Peneranda               | MDSF                 | 142    | 0,48   |         |         |  |  |  |  |  |  |  |
|                                                       | Antoine Manera              | FRP                  | 94     | 0,32   |         |         |  |  |  |  |  |  |  |
|                                                       | Jacques Baechler            | Divers écologiste    | 0      | 0,00   |         |         |  |  |  |  |  |  |  |
|                                                       |                             |                      |        |        |         |         |  |  |  |  |  |  |  |
| Inscrits                                              | Inscrits                    | Inscrits             | 44 788 | 100,00 | 44 787  | 100,00  |  |  |  |  |  |  |  |
| Abstentions                                           | Abstentions                 | Abstentions          | 14 973 | 33,43  | 12 786  | 28,55   |  |  |  |  |  |  |  |
| Votants                                               | Votants                     | Votants              | 29 815 | 66,57  | 32 001  | 71,45   |  |  |  |  |  |  |  |
| Blancs et nuls                                        | Blancs et nuls              | Blancs et nuls       | 380    | 1,27   | 662     | 2,07    |  |  |  |  |  |  |  |
| Exprimés                                              | Exprimés                    | Exprimés             | 29 435 | 98,73  | 31 339  | 97,93   |  |  |  |  |  |  |  |
| Source : Data.gouv et Sud Ouest du 21 mars 1978, p. 9 |                             |                      |        |        |         |         |  |  |  |  |  |  |  |

Le suppléant de Joseph Comiti était Gilbert Rastoin, Conseiller à la Cour des comptes.

#### Élections législatives de 1981
|                                                       | Michel Pezet          | PS             | 7 632  | 33,81  | 11 853  | 47,63   |  |  |  |  |  |  |  |
|                                                       | Hyacinthe Santoni élu | RPR (UNM)      | 6 433  | 28,49  | 13 030  | 52,37   |  |  |  |  |  |  |  |
|                                                       | Jean Roussel          | UDF (PR)       | 5 298  | 23,47  | Retrait | Retrait |  |  |  |  |  |  |  |
|                                                       | Robert Allione        | PCF            | 2 770  | 12,27  |         |         |  |  |  |  |  |  |  |
|                                                       | Hubert Savon          | FN             | 443    | 1,96   |         |         |  |  |  |  |  |  |  |
|                                                       | Olivier Boiron        | CCA            | 0      | 0,00   |         |         |  |  |  |  |  |  |  |
|                                                       | Bernard Coll          | PFN            | 0      | 0,00   |         |         |  |  |  |  |  |  |  |
|                                                       |                       |                |        |        |         |         |  |  |  |  |  |  |  |
| Inscrits                                              | Inscrits              | Inscrits       | 41 463 | 100,00 | 41 464  | 100,00  |  |  |  |  |  |  |  |
| Abstentions                                           | Abstentions           | Abstentions    | 18 681 | 45,05  | 16 189  | 39,04   |  |  |  |  |  |  |  |
| Votants                                               | Votants               | Votants        | 22 782 | 54,95  | 25 275  | 60,96   |  |  |  |  |  |  |  |
| Blancs et nuls                                        | Blancs et nuls        | Blancs et nuls | 206    | 0,9    | 392     | 1,55    |  |  |  |  |  |  |  |
| Exprimés                                              | Exprimés              | Exprimés       | 22 576 | 99,1   | 24 883  | 98,45   |  |  |  |  |  |  |  |
| Source : Data.gouv et Sud Ouest du 16 juin 1981, p. 4 |                       |                |        |        |         |         |  |  |  |  |  |  |  |

Le suppléant de Hyacinthe Santoni était Joseph Comiti, député sortant.

### Depuis le redécoupage de 1986

#### Élections législatives de 1988
| Candidat                                                   | Candidat            | Parti                 | Premier tour | Premier tour | Second tour | Second tour |  |
| Candidat                                                   | Candidat            | Parti                 | Voix         | %            | Voix        | %           |  |
| ---------------------------------------------------------- | ------------------- | --------------------- | ------------ | ------------ | ----------- | ----------- |  |
|                                                            | Roland Blum élu     | UDF (PR) (URC)        | 12 038       | 30,86        | 23 441      | 54,31       |  |
|                                                            | Jules Rocca Serra   | PS                    | 11 821       | 30,31        | 19 723      | 45,69       |  |
|                                                            | Jean-Pierre Baumann | FN                    | 10 252       | 26,28        | Retrait     | Retrait     |  |
|                                                            | Colette Chauvin     | PCF                   | 4 082        | 10,47        |             |             |  |
|                                                            | Raymond Gene        | Extrême gauche (PNPG) | 548          | 1,40         |             |             |  |
|                                                            | Noël Ghipponi       | Divers droite         | 265          | 0,68         |             |             |  |
|                                                            |                     |                       |              |              |             |             |  |
| Inscrits                                                   | Inscrits            | Inscrits              | 63 570       | 100,00       | 63 571      | 100,00      |  |
| Abstentions                                                | Abstentions         | Abstentions           | 24 047       | 37,83        | 19 467      | 30,62       |  |
| Votants                                                    | Votants             | Votants               | 39 523       | 62,17        | 44 104      | 69,38       |  |
| Blancs et nuls                                             | Blancs et nuls      | Blancs et nuls        | 517          | 1,31         | 940         | 2,13        |  |
| Exprimés                                                   | Exprimés            | Exprimés              | 39 006       | 98,69        | 43 164      | 97,87       |  |
| Source : Données du CDSP et le Monde du 7 juin 1986, p. 15 |                     |                       |              |              |             |             |  |

Le suppléant de Roland Blum était Pierre Renucci, cadre de société.

#### Élections législatives de 1993
| Candidat       | Candidat                  | Parti          | Premier tour | Premier tour | Second tour | Second tour |  |
| Candidat       | Candidat                  | Parti          | Voix         | %            | Voix        | %           |  |
| -------------- | ------------------------- | -------------- | ------------ | ------------ | ----------- | ----------- |  |
|                | Roland Blum sortant réélu | UDF (PR)       | 13 921       | 40,54        | 20 557      | 70,15       |  |
|                | Jean-Pierre Baumann       | FN             | 7 642        | 22,26        | 8 746       | 29,85       |  |
|                | Michel Coullomb           | PS (ADFP)      | 5 146        | 14,99        |             |             |  |
|                | Ghislaine Abad            | PCF            | 3 444        | 10,03        |             |             |  |
|                | Patrick Nofri             | Les Verts (EÉ) | 2 380        | 6,93         |             |             |  |
|                | Gilles Attias             | LT-LNÉ         | 1 071        | 3,12         |             |             |  |
|                | Jacques Pélissier         | Divers         | 393          | 1,14         |             |             |  |
|                | Rémy Jean                 | LCR            | 264          | 0,77         |             |             |  |
|                | Jean-Luc Conraux          | PLN            | 76           | 0,22         |             |             |  |
|                |                           |                |              |              |             |             |  |
| Inscrits       | Inscrits                  | Inscrits       | 60 164       | 100,00       | 60 164      | 100,00      |  |
| Abstentions    | Abstentions               | Abstentions    | 24 474       | 40,68        | 26 498      | 44,04       |  |
| Votants        | Votants                   | Votants        | 35 690       | 59,32        | 33 666      | 55,96       |  |
| Blancs et nuls | Blancs et nuls            | Blancs et nuls | 1 353        | 3,79         | 4 363       | 12,96       |  |
| Exprimés       | Exprimés                  | Exprimés       | 34 337       | 96,21        | 29 303      | 87,04       |  |

Le suppléant de Roland Blum était Pierre Renucci.

#### Élections législatives de 1997
| Candidat                     | Candidat                  | Parti                   | Premier tour | Premier tour | Second tour | Second tour |  |
| Candidat                     | Candidat                  | Parti                   | Voix         | %            | Voix        | %           |  |
| ---------------------------- | ------------------------- | ----------------------- | ------------ | ------------ | ----------- | ----------- |  |
|                              | Roland Blum sortant réélu | UDF (PR)                | 10 236       | 31,12        | 16 443      | 44,20       |  |
|                              | Jean-Pierre Baumann       | FN                      | 7 876        | 23,95        | 6 401       | 17,21       |  |
|                              | Marie-Arlette Carlotti    | PS (Les Verts)          | 7 586        | 23,06        | 14 358      | 38,59       |  |
|                              | Martine Hervé             | PCF                     | 3 267        | 9,93         |             |             |  |
|                              | Thierry Boyer             | Divers écologiste (GÉ)  | 816          | 2,48         |             |             |  |
|                              | Gérard Terrier            | LDI (MPF)               | 545          | 1,66         |             |             |  |
|                              | Paul Boghossian           | Divers écologiste       | 418          | 1,27         |             |             |  |
|                              | Geneviève Fabresse        | MDC                     | 352          | 1,07         |             |             |  |
|                              | Jean-Jacques Bertrand     | LCR                     | 307          | 0,93         |             |             |  |
|                              | Louis-François Goudon     | Divers écologiste (MÉI) | 277          | 0,84         |             |             |  |
|                              | Carole Mulatero           | Divers                  | 252          | 0,77         |             |             |  |
|                              | Pierre-Gérard Autexier    | Divers gauche           | 114          | 0,35         |             |             |  |
|                              | Nelly Flecher             | Divers                  | 51           | 0,16         |             |             |  |
|                              | Hélène Chabrand           | Divers                  | 47           | 0,14         |             |             |  |
|                              | Martial Helbois           | Divers                  | 27           | 0,08         |             |             |  |
|                              | Jean-Luc Conraux          | PLN                     | 24           | 0,07         |             |             |  |
|                              |                           |                         |              |              |             |             |  |
| Inscrits                     | Inscrits                  | Inscrits                | 54 632       | 100,00       | 54 632      | 100,00      |  |
| Abstentions                  | Abstentions               | Abstentions             | 20 687       | 37,87        | 16 610      | 30,4        |  |
| Votants                      | Votants                   | Votants                 | 33 945       | 62,13        | 38 022      | 69,6        |  |
| Blancs et nuls               | Blancs et nuls            | Blancs et nuls          | 1 055        | 3,11         | 820         | 2,16        |  |
| Exprimés                     | Exprimés                  | Exprimés                | 32 890       | 96,89        | 37 202      | 97,84       |  |
| Source : Assemblée nationale |                           |                         |              |              |             |             |  |

Le suppléant de Roland Blum était Pierre Renucci.

#### Élections législatives de 2002
| Candidat       | Candidat                  | Parti             | Premier tour | Premier tour | Second tour | Second tour |  |
| Candidat       | Candidat                  | Parti             | Voix         | %            | Voix        | %           |  |
| -------------- | ------------------------- | ----------------- | ------------ | ------------ | ----------- | ----------- |  |
|                | Roland Blum sortant réélu | UMP               | 13 895       | 39,89        | 17 879      | 60,18       |  |
|                | Marie-Arlette Carlotti    | PS                | 9 026        | 25,92        | 11 829      | 39,82       |  |
|                | Marie-Claude Aucouturier  | FN                | 6 577        | 18,88        |             |             |  |
|                | Mireille Mavrides         | PCF               | 1 476        | 4,24         |             |             |  |
|                | René Chouraqui            | Divers droite     | 755          | 2,17         |             |             |  |
|                | Pascal Munier             | MNR               | 690          | 1,98         |             |             |  |
|                | Carole Brouwers           | LO                | 524          | 1,5          |             |             |  |
|                | Sebastiana Campione       | Divers écologiste | 413          | 1,19         |             |             |  |
|                | Serge Dutilleul           | Divers droite     | 372          | 1,07         |             |             |  |
|                | Roger Guichard            | Pôle républicain  | 293          | 0,84         |             |             |  |
|                | Dominique Achard          | MÉI               | 249          | 0,71         |             |             |  |
|                | Thierry Boyer             | GÉ                | 229          | 0,66         |             |             |  |
|                | Jacqueline Grandel        | LO                | 222          | 0,64         |             |             |  |
|                | Corinne Raynaud           | PT                | 108          | 0,31         |             |             |  |
|                |                           |                   |              |              |             |             |  |
| Inscrits       | Inscrits                  | Inscrits          | 55 174       | 100,00       | 55 164      | 100,00      |  |
| Abstentions    | Abstentions               | Abstentions       | 19 816       | 35,92        | 23 979      | 43,47       |  |
| Votants        | Votants                   | Votants           | 35 358       | 64,08        | 31 185      | 56,53       |  |
| Blancs et nuls | Blancs et nuls            | Blancs et nuls    | 529          | 1,5          | 1 477       | 4,74        |  |
| Exprimés       | Exprimés                  | Exprimés          | 34 829       | 98,5         | 29 708      | 95,26       |  |

Le suppléant de Roland Blum était Pierre Renucci.

#### Élections législatives de 2007
| Candidat       | Candidat                  | Parti          | Premier tour | Premier tour | Second tour | Second tour |  |
| Candidat       | Candidat                  | Parti          | Voix         | %            | Voix        | %           |  |
| -------------- | ------------------------- | -------------- | ------------ | ------------ | ----------- | ----------- |  |
|                | Roland Blum sortant réélu | UMP            | 16 750       | 47,82        | 18 668      | 56,96       |  |
|                | Marie-Arlette Carlotti    | PS             | 8 600        | 24,55        | 14 107      | 43,04       |  |
|                | Childéric-Jérôme Muller   | UDF–MoDem      | 2 343        | 6,69         |             |             |  |
|                | Marie-Claude Aucouturier  | FN             | 2 340        | 6,68         |             |             |  |
|                | Maruja Otero              | PCF            | 1 384        | 3,95         |             |             |  |
|                | Frédéric Falzon           | LCR            | 1 019        | 2,91         |             |             |  |
|                | Pierre Semeriva           | Les Verts      | 872          | 2,49         |             |             |  |
|                | Éric Talles               | LT-LNÉ         | 495          | 1,41         |             |             |  |
|                | Oliver Jerez              | MPF            | 334          | 0,95         |             |             |  |
|                | Guy Jullien               | Divers droite  | 232          | 0,66         |             |             |  |
|                | Marc Cecon                | LO             | 193          | 0,55         |             |             |  |
|                | Mireille Haas             | MNR            | 165          | 0,47         |             |             |  |
|                | Corinne Raynaud           | PT             | 162          | 0,46         |             |             |  |
|                | Martine Pentz             | LFA            | 139          | 0,40         |             |             |  |
|                | Valérie Bellaire          | Divers         | 0            | 0,00         |             |             |  |
|                |                           |                |              |              |             |             |  |
| Inscrits       | Inscrits                  | Inscrits       | 60 376       | 100,00       | 60 365      | 100,00      |  |
| Abstentions    | Abstentions               | Abstentions    | 24 949       | 41,32        | 26 676      | 44,19       |  |
| Votants        | Votants                   | Votants        | 35 427       | 58,68        | 33 689      | 55,81       |  |
| Blancs et nuls | Blancs et nuls            | Blancs et nuls | 399          | 1,13         | 914         | 2,71        |  |
| Exprimés       | Exprimés                  | Exprimés       | 35 028       | 98,87        | 32 775      | 97,29       |  |

#### Élections législatives de 2012
| Candidat                          | Candidat                      | Parti           | Premier tour | Premier tour | Second tour | Second tour |  |
| Candidat                          | Candidat                      | Parti           | Voix         | %            | Voix        | %           |  |
| --------------------------------- | ----------------------------- | --------------- | ------------ | ------------ | ----------- | ----------- |  |
|                                   | Christophe Masse              | PS              | 13 464       | 32,04        | 19 184      | 49,35       |  |
|                                   | Valérie Boyer sortante réélue | UMP             | 10 988       | 26,14        | 19 689      | 50,65       |  |
|                                   | Élisabeth Philippe            | RBM (FN)        | 9 194        | 21,48        |             |             |  |
|                                   | Robert Assante                | DRC             | 3 051        | 7,26         |             |             |  |
|                                   | Catherine Bartoli             | FG (PCF) (FASE) | 2 423        | 5,77         |             |             |  |
|                                   | Laurence Vichnievsky          | EÉLV            | 1 079        | 2,57         |             |             |  |
|                                   | Mohamed Dahmani               | Divers          | 487          | 1,16         |             |             |  |
|                                   | Nathalie Coullet              | CpF (MoDem)     | 377          | 0,90         |             |             |  |
|                                   | Véronique Gomez               | Extrême droite  | 328          | 0,78         |             |             |  |
|                                   | Paul Roudier                  | DLR             | 186          | 0,44         |             |             |  |
|                                   | Ève Koulayan                  | AÉI             | 157          | 0,37         |             |             |  |
|                                   | Alain Persia                  | UDR             | 130          | 0,31         |             |             |  |
|                                   | Marc Cecon                    | LO              | 85           | 0,20         |             |             |  |
|                                   | Nicole Bareau                 | POI             | 79           | 0,19         |             |             |  |
|                                   | Sophie Hairabedian            | MNR             | 0            | 0,00         |             |             |  |
|                                   |                               |                 |              |              |             |             |  |
| Inscrits                          | Inscrits                      | Inscrits        | 73 892       | 100,00       | 73 877      | 100,00      |  |
| Abstentions                       | Abstentions                   | Abstentions     | 31 517       | 42,65        | 33 637      | 45,53       |  |
| Votants                           | Votants                       | Votants         | 42 375       | 57,35        | 40 240      | 54,47       |  |
| Blancs et nuls                    | Blancs et nuls                | Blancs et nuls  | 347          | 0,82         | 1 367       | 3,4         |  |
| Exprimés                          | Exprimés                      | Exprimés        | 42 028       | 99,18        | 38 873      | 96,6        |  |
| Source : Ministère de l'Intérieur |                               |                 |              |              |             |             |  |

#### Élections législatives de 2017
|                                                                                   | |                           |                           |                          |                          |
|                                                                                   | | Premier tour 11 juin 2017 | Premier tour 11 juin 2017 | Second tour 18 juin 2017 | Second tour 18 juin 2017 |
|                                                                                   | |                           |                           |                          |                          |
|                                                                                   | | Nombre                    | % des inscrits            | Nombre                   | % des inscrits           |
| Inscrits                                                                          | Inscrits | 78 421                    | 100,00                    | 78 414                   | 100,00                   |
| Abstentions                                                                       | Abstentions | 43 437                    | 55,39                     | 49 459                   | 63,07                    |
| Votants                                                                           | Votants | 34 984                    | 44,61                     | 28 955                   | 36,93                    |
|                                                                                   | |                           | % des votants             |                          | % des votants            |
| Bulletins blancs                                                                  | Bulletins blancs | 451                       | 1,29                      | 1 958                    | 6,76                     |
| Bulletins nuls                                                                    | Bulletins nuls | 175                       | 0,50                      | 627                      | 2,17                     |
| Suffrages exprimés                                                                | Suffrages exprimés | 34 358                    | 98,21                     | 26 370                   | 91,07                    |
|                                                                                   | |                           |                           |                          |                          |
| Candidat Étiquette politique (partis et alliances)                                | Candidat Étiquette politique (partis et alliances) | Voix                      | % des exprimés            | Voix                     | % des exprimés           |
|                                                                                   | |                           |                           |                          |                          |
|                                                                                   | Pascal Chamassian La République en marche | 10 111                    | 29,43                     | 11 839                   | 44,90                    |
|                                                                                   | Valérie Boyer (députée sortante) Les Républicains (Union des démocrates et indépendants)                                                                   | 8 481                     | 24,68                     | 14 531                   | 55,10                    |
|                                                                                   | Franck Allisio Front national | 6 834                     | 19,89                     |                          |                          |
|                                                                                   | Bernard Borgialli La France insoumise | 4 205                     | 12,24                     |                          |                          |
|                                                                                   | Gérard Oreggia Parti socialiste | 883                       | 2,57                      |                          |                          |
|                                                                                   | Christine Didon Parti communiste français | 839                       | 2,44                      |                          |                          |
|                                                                                   | Anne-Marie Danièle Europe Écologie Les Verts | 623                       | 1,81                      |                          |                          |
|                                                                                   | Paul Roudier Debout la France | 483                       | 1,41                      |                          |                          |
|                                                                                   | Anne Benhamou Écologiste (Mouvement écologiste indépendant - Le Trèfle - Mouvement hommes animaux nature)                                                  | 364                       | 1,06                      |                          |                          |
|                                                                                   | Xavier Bonnard Divers (Parti animaliste) | 280                       | 0,81                      |                          |                          |
|                                                                                   | Sherazade Omouri Divers | 185                       | 0,54                      |                          |                          |
|                                                                                   | Arthur Ghilain Divers (Union populaire républicaine) | 157                       | 0,46                      |                          |                          |
|                                                                                   | Faustine Thibaud Écologiste (Union des démocrates et des écologistes - Front démocrate)                                                                    | 152                       | 0,44                      |                          |                          |
|                                                                                   | Vincent Mannone Divers gauche (Mouvement des progressistes)                                                                                                | 151                       | 0,44                      |                          |                          |
|                                                                                   | France Gamerre Parti radical de gauche (Génération écologie)                                                                                               | 146                       | 0,42                      |                          |                          |
|                                                                                   | Laurie Bianciotto Extrême droite (Union des patriotes - Comités Jeanne - Parti de la France - Civitas - Souveraineté, identité et libertés - Ligue du Sud) | 132                       | 0,38                      |                          |                          |
|                                                                                   | Marc Cecon Lutte ouvrière | 120                       | 0,35                      |                          |                          |
|                                                                                   | Nadia Omani Divers (Parti égalité et justice) | 103                       | 0,30                      |                          |                          |
|                                                                                   | Alain Persia Divers droite (Union de la droite républicaine)                                                                                               | 98                        | 0,29                      |                          |                          |
|                                                                                   | Sophie Dahan Divers gauche (Mouvement 100 % - Union des forces citoyennes et républicaines)                                                                | 11                        | 0,03                      |                          |                          |
|                                                                                   | Fouad Abdallah Écologiste | 0                         | 0,00                      |                          |                          |
|                                                                                   | Souaad Rady Divers gauche | 0                         | 0,00                      |                          |                          |
| Source : Ministère de l'Intérieur - Première circonscription des Bouches-du-Rhône | |                           |                           |                          |                          |

#### Élections législatives de 2022
| Résultats des élections législatives des 12 et 19 juin 2022 de la 1re circonscription des Bouches-du-Rhône |                          |                          |                          |              |              |             |             |
| Candidat                                                                                                   | Candidat                 | Parti et coalition       | Nuance                   | Premier tour | Premier tour | Second tour | Second tour |
| Candidat                                                                                                   | Candidat                 | Parti et coalition       | Nuance                   | Voix         | %            | Voix        | %           |
| | Monique Griseti          | RN                       | RN                       | 9 103        | 27,26        | 14 980      | 49,21       |
| | Sabrina Agresti-Roubache | LREM (ENS)               | ENS                      | 8 487        | 25,42        | 15 459      | 50,79       |
| | Thibaud Rosique          | PS (NUPES)               | NUP                      | 8 092        | 24,23        |             |             |
| | Sophie Grech             | REC                      | REC                      | 2 790        | 8,36         |             |             |
| | Sarah Boualem-Aubert     | LR (UDC)                 | LR                       | 2 230        | 6,68         |             |             |
| | Ferielle Chennouf        | EAC                      | ECO                      | 764          | 2,29         |             |             |
| | Céline Caravellazi       | DLF                      | DSV                      | 560          | 1,68         |             |             |
| | Victor Gioia             | SE                       | DVD                      | 437          | 1,31         |             |             |
| | Flora Jabes              | PA                       | ECO                      | 336          | 1,01         |             |             |
| | Marc Cecone              | LO                       | DXG                      | 275          | 0,82         |             |             |
| | Xavier Bonnard           | SE                       | ECO                      | 253          | 0,76         |             |             |
| | Marie Lanzalavi          | FaC (RPS)                | REG                      | 62           | 0,19         |             |             |
| | Julien Avril             | PP                       | DIV                      | 3            | 0,01         |             |             |
| Votes valides                                                                                              | Votes valides            | Votes valides            | Votes valides            | 33 392       | 98,15        | 30 439      | 92,56       |
| Votes blancs                                                                                               | Votes blancs             | Votes blancs             | Votes blancs             | 492          | 1,45         | 1 969       | 5,99        |
| Votes nuls                                                                                                 | Votes nuls               | Votes nuls               | Votes nuls               | 136          | 0,40         | 476         | 1,45        |
| Total | Total                    | Total                    | Total                    | 34 020       | 100          | 32 884      | 100         |
| Abstention                                                                                                 | Abstention               | Abstention               | Abstention               | 47 422       | 58,23        | 48 574      | 59,63       |
| Inscrits / participation                                                                                   | Inscrits / participation | Inscrits / participation | Inscrits / participation | 81 442       | 41,77        | 81 458      | 40,37       |

#### Élections législatives de 2024
| Candidat                 | Candidat                 | Parti et coalition       | Nuance                   | Premier tour | Premier tour | Second tour | Second tour |
| Candidat                 | Candidat                 | Parti et coalition       | Nuance                   | Voix         | %            | Voix        | %           |
| ------------------------ | ------------------------ | ------------------------ | ------------------------ | ------------ | ------------ | ----------- | ----------- |
|                          | Monique Griseti          | RN                       | RN                       | 24 276       | 45,54        | 28 304      | 55,86       |
|                          | Pascaline Lécorché       | PP (NFP)                 | UG                       | 14 340       | 26,90        | 22 367      | 44,14       |
|                          | Sabrina Agresti-Roubache | RE (ENS)                 | ENS                      | 12 585       | 23,61        | Retrait     | Retrait     |
|                          | Salomé Moyal             | REC                      | REC                      | 867          | 1,63         |             |             |
|                          | Céline Caravellazi       | DLF                      | DSV                      | 842          | 1,58         |             |             |
|                          | Marc Cecone              | LO                       | EXG                      | 402          | 0,75         |             |             |
|                          |                          |                          |                          |              |              |             |             |
| Suffrages exprimés       | Suffrages exprimés       | Suffrages exprimés       | Suffrages exprimés       | 53 312       | 97,70        | 50 671      | 93,80       |
| Votes blancs             | Votes blancs             | Votes blancs             | Votes blancs             | 927          | 1,70         | 2 688       | 4,98        |
| Votes nuls               | Votes nuls               | Votes nuls               | Votes nuls               | 327          | 0,60         | 660         | 1,22        |
| Total                    | Total                    | Total                    | Total                    | 54 566       | 100          | 54 019      | 100         |
| Abstention               | Abstention               | Abstention               | Abstention               | 28 226       | 34,09        | 28 797      | 34,77       |
| Inscrits / participation | Inscrits / participation | Inscrits / participation | Inscrits / participation | 82 792       | 65,91        | 82 816      | 65,23       |